# 사카우치촌
사카우치촌(일본어: 坂内村)은 일본 기후현 이비군에 설치되었던 촌이다. 2005년 1월 31일에 이비군 내의 다른 5정촌과 합병해 이비가와 정이 되었다.

## 지리
기후·후쿠이·시가의 현 경계에 위치하고 있다.

## 역사
- 1200년경 취락이 생기기 시작하여싿.
- 1600년경 오가키 번령이 되었다.
- 1897년 4월 1일- 히로세촌, 사카모토촌, 가와카미촌이 합병해 사카우치촌이 성립하였다
- 2005년 1월 31일 - 이비군 내의 다른 5정촌과 합병해 이비가와 정이 되었다.

## 행정
- 촌장 : 아라이 히로부미 (新井弘文) (1999년 1월 24일 - 2005년 1월 31일)

## 교통

### 철도
- 촌내에는 철도노선이 설치되지 않았다.

### 도로
- 국도 303호선

## 참고 문헌
- 角川日本地名大辞典編纂委員会,『角川日本地名大辞典 21 岐阜県』1980, 角川書店